# 入学傭兵
『入学傭兵』（にゅうがくようへい、朝: 입학용병、英:Teenage Mercenary）は、YC原作、rakhyun作画による韓国のアクションWebtoon作品。
韓国のポータルサイト・NAVERで2020年11月7日から連載されており、日本でも2021年9月17日からLINEマンガで連載開始。
日本での配信では、舞台が日本に移され登場人物の名前も日本名に変更されている。
制作は、ノブレスの原作を手掛けたJeho Sonが代表を務めるJHSスタジオ。
2025年6月19日にアニメ化制作決定の発表がされた。配信時期や制作会社などは未発表。

## あらすじ
８歳の頃に飛行機事故に遭い、唯一生き残った帯刀壮馬。事故のショックで記憶を失い、異国の地で生き延びるため傭兵として暮らしていたが、10年後、記憶を取り戻した壮馬は家族に会うため母国に戻る。妹と同じ高校に入学し、普通の高校生らしい生活を送ろうとするも、家族や友達のため、そして過去の因縁から今の生活を守るために少年は戦い続ける。

## 登場人物
名前は日本語版 / 原語版の順に記載。

### 主要人物
帯刀 壮馬（たてわき そうま）/ 유이진（ユ・イジン）
声 - 森嶋秀太（神之塔：NEW WORLD）  / 斉藤壮馬（ポップアップストア特別PV）
本作の主人公。18歳の高校三年生。幼少期に乗っていた飛行機が事故にあい、父母を亡くす。事故唯一の生存者。事故当時8歳でキャンプに拾われ、そこで戦闘員として厳しい訓練を受ける。キャンプの最高精鋭部隊であるナンバーズのリーダーに抜擢され、001というコードネームで呼ばれた。しかしその後命からがらキャンプから出奔、死んだと偽装し隠れて5年間傭兵M（原作では傭兵ジン）というコードネームで活動しトップクラスの傭兵として名をはせた。作中で一度も負けたことがなく料理も上手いが、唯一PCゲームは壊滅的に下手。
帯刀 由利奈（たてわき ゆりな） / 유다연（ユ・ダヨン）
壮馬の妹。16歳の高校一年生。勉強もできて可愛いと中学の頃から評判で男子にモテるが、それに嫉妬した西村果奈子に目をつけられイジメの標的になる。その後、兄の壮馬が西村家を成敗したことで現在では平和に学校生活を送っている。礼子とは、留学前からの知り合いだったよう。
帯刀 稔（たてわき みのる） / 유강수（ユ・ガンス）
壮馬の祖父。壮馬とその両親が飛行機事故で亡くなってからは、一人で由利奈を育てた。壮馬が帰ってくると知ってからは、料理教室に通い始めたり、壮馬にプレゼントするスマホに自分自身で番号を登録してあげたりと壮馬が帰ってくるのを非常に喜んだ。無表情で何を考えているのかわからないと言われた壮馬のことを、顔を見れば何か悩んでいるのかわかる、と言い、壮馬を常に気に掛けている。

### 学校
片山 真人（かたやま まさと）／박영찬（パク・ヨンチャン）
壮馬の隣の席の男子生徒。入学初日の壮馬を色々と気遣ってくれる。佐々木と飯田に虐められており二人のことは苦手だったが、その後和解し今では親友同士になっている。トップランカーレベルでゲームが上手くプロゲーマーのグループから声をかけられるも、進路に悩み家庭の事情で一度プロゲーマーの道を諦める。その後周りの後押しもありプロゲーマーを目指し、現在ゲーム配信者としても活動している。
佐々木 諒（ささき りょう）／이재형（イ・ジェヒョン）
壮馬のクラスの問題児。真人のことをイジメており、転校初日の壮馬にもちょっかいをかけようとするも、壮馬が西村 直也を倒したことを知り態度を変えた。その後壮馬と真人とも仲良くなり、以前にいじていた真人を守ってくれたり、自分たちが真人にしていた悪戯がイジメであることを認識してすぐに謝罪した。おじいさんがトヨキ自動車の社長という富豪一族の末息子でアジトとして自分たち専用のPCルームを用意してしまうほど。壮馬ほどではないが喧嘩が強い。
飯田 貴史（いいだ たかし）／주혁진（ジュ・ヒョクジン）
佐々木と同じくクラスの問題児で一緒に真人のことをいじめていた。真人と和解してからは親友になる。佐々木と同じくらい喧嘩が強く、1歳下の弟、大輝（たいき）を助けるために一人で半グレのアジトに乗り込むなど、弟思いな面もある。

### SW
葛城 礼子（かつらぎ れいこ）／신연아（シン・ヨナ）
SW会長の孫娘。美人。西村兄妹と入れ替わる形で壮馬の教室に転入してきた。由利奈の良い先輩で、経歴を偽っていた壮馬が由利奈を騙しているのではと疑っていたが、由利奈と共に拉致された際に命がけで由利奈を救いに来てくれた壮馬に心を開く。いとこの杏奈とは敵対する仲だったが、その後すべての権利を杏奈に譲りSWの権力抗争から降りることを決意。現在は杏奈とは良好な仲で、壮馬の訓練が終るのを杏奈の仕事部屋で待ったりしている。壮馬に好意を寄せているが中々言い出せないでいる。
藤堂 潤（とうどう じゅん）／고석주（コ・ソクジュ）
礼子の幼馴染で一緒に壮馬のクラスに転校してきた男子生徒。祖父、父がSWに勤めており、礼子の護衛として幼い頃から訓練を受けてきた。一人で30人を制圧したなど、護衛としての実力は非常に高い。銃の訓練も受けているが、実際に人に向かって発砲したことはないよう。礼子に危害を加えようとしているのではと壮馬を警戒していたが、礼子が拉致された際の活躍により謝罪し和解する。人探しのために近くの防犯カメラ映像を覗いたり、壮馬を手助けしてくれる。由利奈が気になるような素振りを見せる。壮馬よりかは若干PCゲームは上手いらしい。
葛城 杏奈（かつらぎ あんな）／신지예（シン・ジエ）
SWグループの理事長。礼子の従姉。両親から財産を受け継いだだけで努力していないと礼子のことを敵対視し嫌っていた。壮馬のことも色々調べまわっていたが、政府からこれ以上詮索するなと言われる。その後拉致されたときに壮馬に助けてもらい心を開く。現在は礼子とも良好な関係になっている。富田少佐とは許嫁の関係だったが、彼のことを思い婚約破棄を告げるも、その後ヨリを戻した。
葛城 勝茂　(かつらぎ かつしげ)
SWグループの会長。礼子たちの祖父。壮馬が過去、息子の葛城誠司を救ってくれた傭兵Mだという事実を知っている。壮馬に恩義を感じており、現在は彼を助けるなど助力者として心強い後ろ盾になってくれている。壮馬のおじいちゃんとは友達同士。
葛城 誠司（かつらぎ せいじ）／신인국（シン・イングク）
礼子の父。3年前に海外派遣ボランティアとして、傭兵Mとして活動していた壮馬と出会った。娘と年の近い壮馬を何かと気遣ってくれていた。壮馬たちが去った後武力勢力に拉致されたときに、一人壮馬だけが救出しにいったが、病気の悪化で非常に状態が悪い中、娘の礼子に君から直接伝えてくれと遺言を残す。その後、父親である会長と再会して亡くなった。
葛城 陽司（かつらぎ ようじ）／신영호（シン・ヨンホ）
礼子のいとこで杏奈の兄。SWの系列社を任されていてその本社が海外にあるため、普段は海外で暮らしているが、今回帰国した。自身の権力のために礼子を自分の思い通りにしようとする。杏奈を暗殺しようとするも、それを知った壮馬、005、006、032によって成敗され、失権する。

### 知人
冨田 哲也（とみた てつや）／강함찬（カン・ハムチャン）
人質救出作戦に失敗し捉えられていたところを壮馬に助けられた、自衛隊（原作では韓国軍特殊部隊）所属の少佐。35歳。記憶が戻ったという壮馬が母国に戻るのを手伝ってくれた。壮馬が母国で普通の高校生として暮らせるように、ネットカフェやカラオケなどの使い方を教えてくれたりした。その後海外任務の際にマッドドッグの作戦により孤立し追い詰められるが壮馬によって助けられる。杏奈とは親が取り決めた許嫁同士だが、本気で惚れている様子。
高橋 圭吾（たかはし けいご）／차두식（チャ・ドゥシク）
西村兄妹の父親である西村義彦議員の元で汚れ仕事を請け負っていたが、壮馬と対決し破れ、西村家とは手を切る決意をした。帯刀家のことを色々気にかけてくれ、危険が迫った時は部下を護衛に配備してくれたりする。部下思いな人物。今は危ない仕事は辞めてSWが斡旋したまっとうな仕事をしている。

### キャンプ
アイアン社傘下の秘密組織でアイアンの命令によって動いている傭兵集団。一般の傭兵と、特殊部隊であるナンバーズによって構成されている。キャンプを勝手に抜けた人間には容赦なく、追跡や処罰も厳しい。ナンバーズの大半を喪ってからは新規の傭兵を雇い戦力を補充し活動を続けてた。002たちを殺そうとして逆に全滅させられた。
マッドドッグ
ナンバーズの育成に関わった中心的人物。ただし壮馬を中心にまとまっていたナンバーズを上手くコントロールすることはできていなかった。冨田少佐率いる部隊を追い詰めるが、壮馬の介入によって失敗する。だがそれによって、壮馬がまだ生きていることに気が付く。ナンバー任命の日に壮馬によってつけられた傷により左目を失明する。ナンバーズを始末しようと刺客を送るが、返り討ちに合い逆にキャンプを全滅させられ追われることに。フォレストと手を組んで壮馬のおじいちゃんと由利奈を人質にとったが応援に来た002たちに捕まる。その後、あの日001を追っていたナンバーズを殺したのは壮馬ではないと遺し、002によって殺される。
ランドルフ
一般傭兵たちを率いている人物。自分たちの方がキャンプに貢献しているのに、ナンバーズと待遇が違うことに不満を抱いている。ナンバーズを追い出そうとするも、逆に002に殺される。
アイアン社
世界的なPMC（民間軍事会社）で、世界でも認められるほどの実力、規模もかなりのもの。葛城陽司と繋がりながらも、SWを潰そうとしている。

#### ナンバーズ
キャンプで育てられた特殊実験部隊。集めた1000人の訓練兵を数年間命がけで殺し合いの訓練や実践を経て鍛え上げ、生き残った40名で構成された。
003曰く「敵の重要拠点を襲ってターゲットを暗殺するのに特化した戦闘要員」。
001脱走事件時には26名が死亡。事件後、キャンプから信用できないとメンバーを分散させられ任務にあたってきた。現在は数人しか残っていない。
001
ナンバーズのリーダーであり、壮馬のコードネーム。訓練兵時代では一番戦闘バランスが良く、ナンバーズの中で最強だったとされる。5年間キャンプで過ごすも、民間人までもを殺せというキャンプの命令に従うことができず、キャンプを出奔。キャンプを裏切り脱走し追手のナンバーズを殺した末死亡したと思われていたが、実際には仲間のことは殺さず戦闘不能にしただけで、生き延びていた。しかし冨田少佐救出作戦の際に生存がマッドドッグにばれ命を狙われる。
002
声 - 高橋良輔（神之塔：NEW WORLD）
現ナンバーズのリーダー。壮馬に色々教えてくれた人物で、壮馬の戦闘技術に大きく影響を与えた。壮馬を慕っており、彼が裏切ったと知った当時は激昂し怒りに任せてキャンプの人間を殺したほど。壮馬がまだ生きていることを知ると彼を殺そうとしたが、記憶が戻ってきたこと、まだナンバーズを家族のように思っていることを聞き、迷いを見せる。マッドドッグが自分たちを始末しようとしたことに対し、キャンプを襲撃し全滅させる。由利奈と祖父がマッドドッグによって拉致されたときは救出を手伝ってくれた。その後マッドドッグから仲間を殺したのは001ではないと聞かされ、壮馬の生活を守るために手を貸してくれることになる。
003
声 - 真野 美月（神之塔：NEW WORLD）
キャンプでは数少ない女性戦闘員。笑顔で人を騙し殺すことに躊躇がない。本人いわく｢色仕掛けは得意｣。当時キャンプを裏切った壮馬を始末するためナンバーズを率いて追跡するも見逃してくれた。死んだと思われていたがナンバーズがキャンプと決別したことを聞きつけ、一緒に民間軍事会社を作ろうと002たちをスカウトしに現れた。仲間を殺した本当の裏切り者だとされている。002とは恋人同士だった模様。現在はフォレストと手を組み、クイーンというコードネームを使用している。
004
スリルが足りないという理由で、銃を使わずナイフでの殺戮を好むナイフバトル中毒者。アリスと一緒にいた壮馬を短絡的に責めたり、決定的な瞬間でよくしくじったりするが、仲間に対する情は厚く、捕まった032を救出しようと来てくれたり、ナンバーズを裏切った壮馬に対して強い怒りを抱いている。また、003が仲間を殺した犯人だと知った際も激怒した様子を見せた。006とは馬が合わない模様。壮馬が差し入れしたことをきっかけに、フライドチキンがお気に入りになる。訓練兵時代、壮馬にナイフでの戦い方を教えてくれた人物で、032救出に来た壮馬の動きや戦い方から001だと気が付く。現在は002のグループに所属し活動している。
005
主な担当は暗殺。本名はマヤ。003と同じく女性。杏奈暗殺のためにこちらに来るも、その途中で壮馬がまだ生きていることを知る。壮馬を殺そうとするも失敗し、その後何者かに襲撃されたのを理由に、そのまま任務を放棄し姿を隠す。壮馬の祖父に誘われ一緒に食卓を囲んだ後は壮馬とは和解した。壮馬と006のことは特に大事にしており、事故から目覚めたばかりの壮馬の面倒を見てくれたり、また壮馬から006と032が本当は生きていることを聞かされたときは、嬉しそうな様子を見せた。
006
本名はリアム。032の兄だが、兄弟仲が良いことでキャンプに利用されることを恐れて弟とは距離を置いていた。キャンプ時代壮馬とは仲が良かったようで、001脱走事件当時も、壮馬が生きていることに薄々気が付いていたが深追いせず見逃してくれた。キャンプから壮馬がまだ生きていることを聞き、一足早く居場所を見つけ出し抹殺命令が出る前に昔の仲間として壮馬に会いに来た。その後キャンプの命令により壮馬を殺そうとするも敗北、死んだと偽装しキャンプを離脱する。その後は壮馬に色々な情報をくれたりと、手助けしてくれる。
008
巨人のように体が大きく、任務遂行時にはドクロマスクをしている。004には、鍛えすぎで体が無駄にデカいと文句を言われる。壮馬がアリスと一緒にいたところを目撃し、勘違いで逆上した004を冷静に説得したりと、突っ走る004をよく宥める。キャンプ時代、壮馬に食事を分けてくれたり、訓練後に体力作りに協力してくれたりした。現在は002のグループに所属し活動している。
016
主な担当は狙撃。壮馬が自分たちのことを敵ではないと思っていることだったり、キャンプ時代命を懸けて自分たちを助けてくれた壮馬は、普通の人みたいに暮らす資格があると、冷静に002たちを説得してくれた。現在は002のグループに所属し活動している。
018
顔の傷を隠すためか、マスクをしている。キャンプ時代には、訓練でへばっていた壮馬にレーションを差し入れしてくれたりした。現在は002のグループに所属し活動している。
032
主な担当は情報収集やドローン偵察。由利奈と同い年の16歳。001によって兄の006が殺されたと聞き、その仇討ちのために勝手にキャンプを抜けてくるが、実は006が生きていたことを知り壮馬と和解する。キャンプに戻る途中で、キャンプ所属の傭兵であるエイデンに襲撃されたところを壮馬に助けられる。しかしその後、キャンプを嗅ぎまわっていた傭兵たちに拉致され尋問されるも、壮馬と006に救出される。死んだと偽装しキャンプを抜け出してからは006と過ごしている。壮馬を殺しにきた途中で由利奈に出会い食べ物をおごってもらっているところを壮馬に見られ殺されかけた。

### フォレスト
キャンプに変わるものとして育てられた傭兵集団。最近名を広めており、ナンバーズのことを目の敵にしている。
アンナ
フォレストの精鋭。ボレイ家兄妹の通訳として潜入し二人の命を狙うが壮馬によって阻まれる。その後フォレストのグループを率いて壮馬を殺そうとするも破れ、002たちに殺される。
アリス
声 - 華成 結（神之塔：NEW WORLD）
フォレスト最強の暗殺者。002と対抗するほどの実力者だが指示に従わず勝手に行動することもありフォレスト側が手を焼いている。弟がいるがフォレストに人質に取られており強く逆らえないでいる。ＳＷの護衛として潜入し、少しの間壮馬の同僚として過ごす。ＳＷではルビア・クリスタルと名乗る。会長襲撃事件の際にはフォレスト側の敵を倒し壮馬を手助けしてくれた。その後ナンバーズによって救出された弟と無事再会を果たす。
ジャッカル
SW会長襲撃事件時のリーダー。壮馬を追い詰めるも寸での所で敗北する。アリスに対して劣等感を抱いており、会長襲撃の失敗をアリスのせいにしたが、その後アリスを助けに来た004たちに殺される。

### その他の登場人物
坂口 梨々花（さかぐち りりか）／차서하（チャ・ソハ）
杏奈の紹介でボディーガードのバイトで壮馬が派遣されたトップ女優。元カレのKRグループ松田理事長と事務所に執着されており、脅されて再契約を迫られていたが、杏奈と壮馬によって解決される。また最近弟の様子がおかしいことを壮馬に相談し、問題となっていたイジメを解決してもらったことで、弟との仲も元に戻る。活動の幅を広げるためアメリカに行くも、端役だったことに気を落としていたが、壮馬の自分らしくという言葉に、モチベーションを取り戻す。壮馬に気がある様子。
ルーカス
キャンプを抜けた壮馬が傭兵Mとして過ごした傭兵村の代表者。負傷者を治療していたルーカスを中心に人が集まり村となったため、傭兵村の人々からは族長と呼ばれる。キャンプから脱出し、瀕死で倒れていた壮馬を拾い介抱してくれた。壮馬が傭兵村に留まることを良しとせず、記憶が戻った壮馬が母国に戻るのを積極的に手助けしてくれた人の一人。病気を患っており最期に壮馬と言葉を交わし亡くなった。